# 정승현 (축구 선수)
정승현(鄭昇炫, 1994년 4월 3일~)은 대한민국의 축구 선수로 포지션은 중앙 수비수이다. 현재 K리그1의 울산 HD와 대한민국 축구 국가대표팀에서 활동하고 있다.

## 구단 경력

### 울산 현대 1기
2015 시즌을 앞두고 울산 현대에 입단하여 데뷔 시즌 리그 18경기에 출전하였다.
2016년 5월 21일 K리그 클래식 11라운드 수원 삼성와의 경기에서 데뷔골을 기록하여 팀의 4-2 승리를 이끌었다.

### 사간 도스
2017년 6월 23일 시즌 도중 J리그의 사간 도스로 이적 하였다.

### 가시마 앤틀러스
2018년 7월 24일 시즌 도중 J리그의 가시마 앤틀러스로 이적 하였다.

### 울산 현대 2기
2019 시즌을 마치고 2년 만에 울산 현대로 복귀했다. 2020년 10월 2일에 열린 상주 상무와의 경기에서 울산 복귀 이후 첫 골을 기록했으며 이후 한 골을 더 넣으며 팀의 4-1승리에 기여했다.
2021 시즌, 군 문제를 해결하기 위해 김천 상무에 입대했다.
2022년 9월 7일에 군 복무를 마치고, 울산으로 복귀하여 울산의 K리그 우승을 이끌었으며, 2023 시즌을 앞두고 팀의 새로운 주장으로 선임되었다.

### 알와슬
2024년 2월 7일, 정승현은 울산 HD FC에서 UAE 1부 리그의 알와슬 FC로 이적했다.

### 울산 HD (울산 현대 3기)
알 와슬과 계약이 만료되어 FA가 된 정승현은 2025년 7월 7일, 1년 6개월 만에 울산으로 복귀하였다.

## 국가대표팀 경력

### 대한민국 U-23
2015년 U-23 국가대표에 발탁된 이후 이듬해에 열린 2016년 AFC U-23 아시안컵에 참가하여 팀의 준우승과 함께 8회 연속 올림픽 본선 진출에 기여한 후 또 이듬해에 열린 2016년 하계 올림픽 최종 명단에 발탁되기도 했다.

### 대한민국 A대표팀
2015년 EAFF 동아시안컵을 앞두고 대한민국 A대표팀 예비 엔트리에 뽑혔으나 최종 명단에는 들지 못했고 2017년 9월 25일 러시아, 모로코 유럽 원정 평가전을 앞두고 발표된 대한민국 국가대표팀 예비 명단에 포함되었다.
그 후 북한과의 2017년 EAFF E-1 풋볼 챔피언십 결승 리그 2차전 선발 출전을 통해 국제 A매치 데뷔전을 치렀고 2018년 6월 2일 2018년 FIFA 월드컵 최종 명단에는 발탁되었으나 본선에는 1경기도 뛰지 못했다.
그리고 2023년 11월 21일 선전 유니버시아드 스포츠 센터에서 열린 중국과의 2026년 FIFA 월드컵 아시아 지역 2차 예선 C조 2차전 원정 경기에서 대한민국의 세 번째 득점이자 A매치 첫 득점을 기록하며 3-0 완승에 기여했다.

## 개인사
정승현은 2017년 5월 25일 김도훈 감독과 김용대, 이종호, 김인성, 최규백, 박용우 등 울산 현대 선수들과 함께 피파온라인3의 신규모드 3vs3 롤플레이 모드를 직접 플레이하는 광고 영상을 촬영했다.

## 통산 기록

#### 국가대표팀 득점 기록
| # | 경기일     | 경기장소   | 상대팀         | 득점  | 최종 점수 | 비고                                    |
| - | ---------- | ---------- | -------------- | ----- | --------- | --------------------------------------- |
| 1 | 2023/11/21 | 중국, 선전 | 중화인민공화국 | 3 – 0 | 3 – 0     | 2026년 FIFA 월드컵 아시아 지역 2차 예선 |

## 수상 내역
울산 HD FC
- K리그1: 2022, 2023
- FA컵 준우승: 2020
- AFC 챔피언스리그: 2020

 가시마 앤틀러스
- 천황배 JFA 전일본 축구선수권대회 준우승: 2019
- AFC 챔피언스리그: 2018

 김천 상무 FC
- K리그2: 2021

 대한민국 U-23 축구 국가대표팀
- AFC U-23 아시안컵 준우승: 2016

 대한민국 축구 국가대표팀
- EAFF E-1 풋볼 챔피언십: 2017